# Amedi
Amedi, Amediyah ou Amadia, est une ville de la province de Dahuk, dans le Kurdistan irakien, Elle a été la capitale de la principauté kurde de Bahdinan.
La ville est notable pour son aspect de nid d'aigle perché sur un plateau montagneux.

## Géographie
La ville est située sur un plateau montagneux culminant à 1 190 m. Elle n'est accessible que par une petite route creusée dans la roche. 
La population de la ville est de 6 000 habitants, celle du district de 11 000 habitants. Elle est composée majoritairement de Kurdes, mais compte une importante communauté assyrienne chrétienne. 
La ville est située à 16,9 km de la frontière turque. 

## Histoire
Les archéologues estiment que le site de la ville actuelle est peuplé depuis environ 3000 av. J.-C.. 
Au VIIe siècle av. J.-C., Amedî est déjà une ville connue de l'empire assyrien. Elle passe plus tard aux mains des Achéménides, des Séleucides, des Parthes, puis, au VIIe siècle, à celles des Arabes. Elle est ensuite gouvernée par un pacha de la famille des Abbassides. 

### Capitale du Behdînan
La ville d'Amedî sera, de  1376 à 1838, la capitale de l'une des principales principautés kurdes, la principauté du Behdînan, créée au Moyen Âge par la famille des Baha Al-Din, originaire de Shemzinan.
La principauté atteint son apogée sous le règne de Bahram Pacha le Grand (1726-1767).
Comme la plupart des autres principautés kurdes, tout en étant formellement rattachée à l'empire ottoman, elle jouit d'une grande autonomie jusqu'aux années 1830. 
En 1833, la ville est occupée, en même temps que toute la principauté du Behdînan, par le prince de Soran, Mîr Mohamed de Rewandûz, en révolte contre les autorités ottomanes, et qui tente de créer un État kurde indépendant en réunissant les principautés et les tribus. Il renverse les princes Esamil Pacha et Mihemed Saïd Pacha et annexe tout la principauté, puis tout le Kurdistan méridional. 
Après la défaite de Mîr Mohamed en 1834, les Ottomans remettent à la tête du Bahdinan les princes Esamil Pacha et Mihemed Saïd Pacha. Mais cette restauration ne dure pas longtemps: en 1838, les Ottomans mettent un terme à l'existence de la principauté, et incorporent la ville et le Bahdinan au sandjak de Mossoul.

### Période contemporaine
Pendant les opérations d'arabisation forcée de l'Anfal (1989-1991), la destruction totale de la ville est au programme de l'armée irakienne. Toutefois, elle sera sauvée par la guerre du Golfe et l'instauration de la zone autonome kurde.